# Niklasberg (Gemeinde Raabs)
Niklasberg (früher auch Nikolaiberg) ist eine Rotte in der Katastralgemeinde Ziernreith in der Stadtgemeinde Raabs an der Thaya im Bezirk Waidhofen an der Thaya in Niederösterreich.

## Geografie
Niklasberg liegt auf einer Geländestufe über dem linksseitigen Ufer der Mährischen Thaya, im Westen erreicht man über eine Brücke unmittelbar den Ort Unterpertholz, im Osten liegt der Ort Ziernreith.

## Geschichte
Urkundlich wurde hier im Jahr 1188 eine Kirche und im Jahr 1353 eine Pfarre genannt. Nach 1850 bildeten die Dörfer Unterpertholz, Ziernreith und Neuriegers gemeinsam mit Niklasberg die Gemeinde Unterpertholz, die im Rahmen der Niederösterreichischen Kommunalstrukturverbesserung per 1. Jänner 1971 der Stadtgemeinde Raabs an der Thaya beitrat.

## Kirchhofanlage

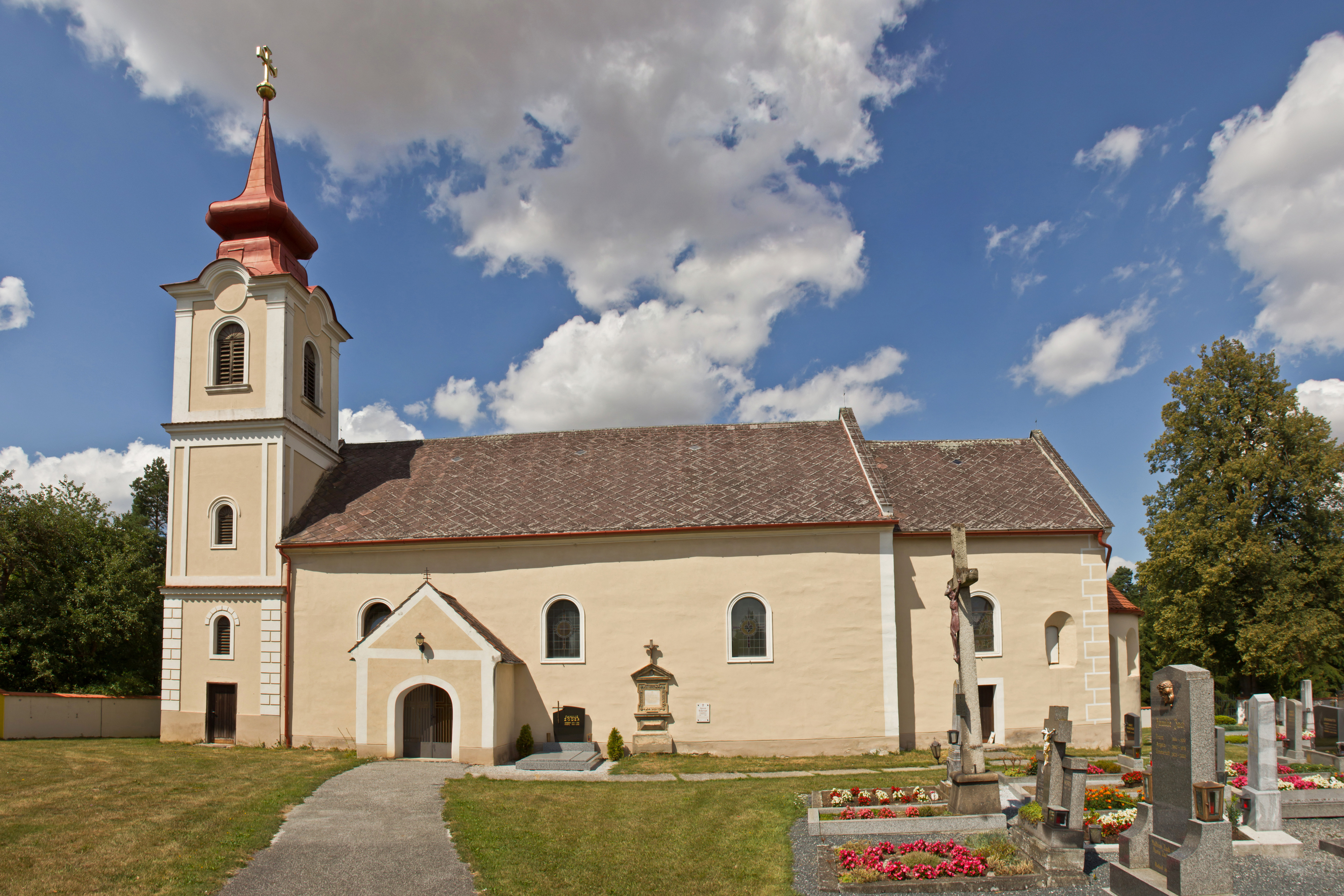
Pfarrkirche Niklasberg

Die Kirchhofanlage umfasst die Pfarrkirche mit einem ummauerten Friedhof, einen ehemaligen Pfarrhof südwestlich der Kirche, eine ehemalige Schule südöstlich der Kirche und eine ehemalige Albrechtskirche nordwestlich der Kirche mit Fundamentmauern einer gotischen Kirche.
- Katholische Pfarrkirche Niklasberg hl. Nikolaus